# Components
Components – album studyjny amerykańskiego wibrafonisty jazzowego Bobby’ego Hutchersona, wydany z numerem katalogowym BLP 4213 i BST 84213 w 1966 roku przez Blue Note Records.

## Powstanie
Materiał na płytę został zarejestrowany 10 czerwca 1965 roku przez Rudy’ego Van Geldera w należącym do niego studiu (Van Gelder Studio) w Englewood Cliffs w stanie New Jersey. Produkcją albumu zajął się Alfred Lion.

## Lista utworów
Opracowano na podstawie materiału źródłowego.
Wydanie LP
Strona A
| Nr | Tytuł utworu             | Muzyka           | Długość |
| -- | ------------------------ | ---------------- | ------- |
| 1. | „Components”             | Bobby Hutcherson | 6:24    |
| 2. | „Tranquility”            | Hutcherson       | 5:01    |
| 3. | „Little B’s Poem”        | Hutcherson       | 5:09    |
| 4. | „West 22nd Street Theme” | Hutcherson       | 4:43    |
|    |                          |                  | 21:17   |

Strona B
| Nr | Tytuł utworu | Muzyka       | Długość |
| -- | ------------ | ------------ | ------- |
| 1. | „Movement”   | Joe Chambers | 7:29    |
| 2. | „Juba Dance” | Chambers     | 5:22    |
| 3. | „Air”        | Chambers     | 4:45    |
| 4. | „Pastoral”   | Chambers     | 2:03    |
|    |              |              | 19:39   |

## Twórcy
Opracowano na podstawie materiału źródłowego.
Muzycy:
- Bobby Hutcherson – wibrafon, marimba
- James Spaulding – saksofon altowy, flet
- Freddie Hubbard – trąbka
- Herbie Hancock – fortepian
- Ron Carter – kontrabas
- Joe Chambers – perkusja

Produkcja:
- Alfred Lion – produkcja muzyczna
- Rudy Van Gelder – inżynieria dźwięku
- Reid Miles – projekt okładki
- Nat Hentoff – liner notes
- Michael Cuscuna – produkcja muzyczna (reedycja na CD)